# Qualificações para o Campeonato Europeu de Futebol de 2020 – Grupo I
O Grupo I das Qualificações para o Campeonato Europeu de Futebol de 2020 foi um dos dez grupos que decidiu os participantes do Campeonato Europeu de Futebol de 2020. As duas melhores seleções se classificaram.

## Classificação
|  | Equipes qualificadas para o Campeonato Europeu de Futebol de 2020 |
|  | Equipes classificadas para a repescagem                           |
|  | Equipes eliminadas                                                |

| Pos | Equipe      | Pts | J  | V  | E | D  | GP | GC | SG  | Classificado                     |  | Bélgica | Rússia | Escócia | Chipre | Cazaquistão | San Marino |
| --- | ----------- | --- | -- | -- | - | -- | -- | -- | --- | -------------------------------- |  | ------- | ------ | ------- | ------ | ----------- | ---------- |
| 1   | Bélgica     | 30  | 10 | 10 | 0 | 0  | 40 | 3  | +37 | Qualificado para o Eurocopa 2020 |  | —       | 3–1    | 3–0     | 6–1    | 3–0         | 9–0        |
| 2   | Rússia      | 24  | 10 | 8  | 0 | 2  | 33 | 8  | +25 | Qualificado para o Eurocopa 2020 |  | 1–4     | —      | 4–0     | 1–0    | 1–0         | 9–0        |
| 3   | Escócia     | 15  | 10 | 5  | 0 | 5  | 16 | 19 | −3  | Avança para a repescagem         |  | 0–4     | 1–2    | —       | 2–1    | 3–1         | 6–0        |
| 4   | Chipre      | 10  | 10 | 3  | 1 | 6  | 15 | 20 | −5  | Eliminado                        |  | 0–2     | 0–5    | 1–2     | —      | 1–1         | 5–0        |
| 5   | Cazaquistão | 10  | 10 | 3  | 1 | 6  | 13 | 17 | −4  | Eliminado                        |  | 0–2     | 0–4    | 3–0     | 1–2    | —           | 4–0        |
| 6   | San Marino  | 0   | 10 | 0  | 0 | 10 | 1  | 51 | −50 | Eliminado                        |  | 0–4     | 0–5    | 0–2     | 0–4    | 1–3         | —          |

1. 1 2  Pontos no confronto direto: Chipre 4, Cazaquistão 1.

## Partidas
As partidas foram divulgadas pela UEFA em 2 de dezembro de 2018. Para as partidas em março e novembro é utilizado o fuso horário UTC+1 e para o restante é seguido o fuso horário UTC+2.
| 21 de março de 2019 | Cazaquistão                                     | 3 – 0     | Escócia | Astana Arena, Nur-Sultã                      |
| 16:00               | Pertsukh 6' · Vorogovskiy 10' · Zainutdinov 51' | Relatório |         | Público: 27 641 Árbitro: SRB Srđan Jovanović |

| 21 de março de 2019 | Chipre                                                                 | 5 – 0     | San Marino | Estádio GSP, Nicósia                      |
| 18:00               | Sotiriou 19' (pen), 23' (pen) · Kousoulos 26' · Efrem 31' · Laifis 56' | Relatório |            | Público: 3 175 Árbitro: EST Juri Frischer |

| 21 de março de 2019 | Bélgica                                  | 3 – 1     | Rússia        | Estádio Rei Balduíno, Bruxelas              |
| 20:45               | Tielemans 14' · E. Hazard 45' (pen), 88' | Relatório | Cheryshev 16' | Público: 34 245 Árbitro: ROU Ovidiu Hațegan |

| 24 de março de 2019 | Cazaquistão | 0 – 4     | Rússia                                                    | Astana Arena, Nur-Sultã                    |
| 15:00               |             | Relatório | Cheryshev 19', 45+2' · Dzyuba 52' · Beisebekov 62' (g.c.) | Público: 29 582 Árbitro: SVN Slavko Vinčić |

| 24 de março de 2019 | San Marino | 0 – 2     | Escócia                 | Estádio San Marino, Serravalle                     |
| 18:00               |            | Relatório | McLean 4' · Russell 74' | Público: 4 077 Árbitro: AUT Manuel Schuettengruber |

| 24 de março de 2019 | Chipre | 0 – 2     | Bélgica                       | Estádio GSP, Nicósia                          |
| 20:45               |        | Relatório | E. Hazard 10' · Batshuayi 18' | Público: 8 728 Árbitro: FRA François Letexier |

| 8 de junho de 2019 | Rússia                                                                                             | 9 – 0     | San Marino | Arena Mordovia, Saransk                        |
| 18:00              | Cevoli 25' (g.c.), 41' (g.c.) · Dzyuba 31' (pen), 73', 76', 88' · Kudryashov 36' · Smolov 77', 83' | Relatório |            | Público: 42 241 Árbitro: SWE Mohammed Al-Hakim |

| 8 de junho de 2019 | Bélgica                                 | 3 – 0     | Cazaquistão | Estádio Rei Balduíno, Bruxelas            |
| 20:45              | Mertens 11' · Castagne 14' · Lukaku 50' | Relatório |             | Público: 37 155 Árbitro: BIH Irfan Peljto |

| 8 de junho de 2019 | Escócia                   | 2 – 1     | Chipre        | Hampden Park, Glasgow                          |
| 20:45              | Robertson 61' · Burke 89' | Relatório | Kousoulos 87' | Público: 31 277 Árbitro: NOR Ola Hobber Nilsen |

| 11 de junho de 2019 | Cazaquistão                                             | 4 – 0     | San Marino | Astana Arena, Nur-Sultã                         |
| 16:00               | Kuat 45+1' · Fedin 62' · Suyumbayev 65' · Islamkhan 79' | Relatório |            | Público: 18 652 Árbitro: POL Bartosz Frankowski |

| 11 de junho de 2019 | Bélgica                             | 3 – 0     | Escócia | Estádio Rei Balduíno, Bruxelas              |
| 20:45               | Lukaku 45+1', 57' · De Bruyne 90+2' | Relatório |         | Público: 32 482 Árbitro: CZE Petr Ardeleanu |

| 11 de junho de 2019 | Rússia    | 1 – 0     | Chipre | Estádio de Níjni Novgorod, Nijni Novgorod   |
| 20:45               | Ionov 38' | Relatório |        | Público: 42 228 Árbitro: ITA Marco Di Bello |

| 6 de setembro de 2019 | Chipre       | 1 – 1     | Cazaquistão  | Estádio GSP, Nicósia                           |
| 18:00                 | Sotiriou 39' | Relatório | Shchotkin 2' | Público: 5 639 Árbitro: FIN Mattias Gestranius |

| 6 de setembro de 2019 | San Marino | 0 – 4     | Bélgica                                               | Estádio San Marino, Serravalle             |
| 20:45                 |            | Relatório | Batshuayi 43' (pen), 90+2' · Mertens 57' · Chadli 63' | Público: 2 523 Árbitro: ROU Horatiu Fesnic |

| 6 de setembro de 2019 | Escócia    | 1 – 2     | Rússia                            | Hampden Park, Glasgow                                |
| 20:45                 | McGinn 11' | Relatório | Dzyuba 40' · O'Donnell 59' (g.c.) | Público: 32 432 Árbitro: GRE Anastasios Sidiropoulos |

| 9 de setembro de 2019 | Rússia              | 1 – 0     | Cazaquistão | Estádio de Kaliningrado, Kaliningrado         |
| 20:45                 | Mário Fernandes 89' | Relatório |             | Público: 31 818 Árbitro: MNE Nikola Dabanović |

| 9 de setembro de 2019 | San Marino | 0 – 4     | Chipre                                           | Estádio San Marino, Serravalle                |
| 20:45                 |            | Relatório | Kousoulos 2', 73' · Papoulis 39' · Artymatas 75' | Público: 662 Árbitro: WAL Iwan Arwel Griffith |

| 9 de setembro de 2019 | Escócia | 0 – 4     | Bélgica                                                      | Hampden Park, Glasgow                  |
| 20:45                 |         | Relatório | Lukaku 9' · Vermaelen 24' · Alderweireld 32' · De Bruyne 82' | Público: 25 524 Árbitro: POL Paweł Gil |

| 10 de outubro de 2019 | Cazaquistão  | 1 – 2     | Chipre                        | Astana Arena, Nur-Sultã                   |
| 16:00                 | Yerlanov 34' | Relatório | Sotiriou 73' · N. Ioannou 84' | Público: 11 769 Árbitro: ENG Craig Pawson |

| 10 de outubro de 2019 | Bélgica | 9 – 0     | San Marino | Estádio Rei Balduíno, Bruxelas                       |
| 20:45                 | Lukaku 28', 41' · Chadli 31' · Brolli 35' (g.c.) · Alderweireld 43' · Tielemans 45+1' · Benteke 79' · Verschaeren 84' (pen) · Castagne 90' | Relatório |            | Público: 34 504 Árbitro: GRE Anastasios Sidiropoulos |

| 10 de outubro de 2019 | Rússia                                      | 4 – 0     | Escócia | Estádio Lujniki, Moscou                   |
| 20:45                 | Dzyuba 57', 70' · Ozdoyev 60' · Golovin 84' | Relatório |         | Público: 65 703 Árbitro: DEN Jakob Kehlet |

| 13 de outubro de 2019 | Cazaquistão | 0 – 2     | Bélgica                     | Astana Arena, Nur-Sultã                        |
| 15:00                 |             | Relatório | Batshuayi 21' · Meunier 53' | Público: 26 801 Árbitro: LTU Gediminas Mažeika |

| 13 de outubro de 2019 | Chipre | 0 – 5     | Rússia                                                       | Estádio GSP, Nicósia                        |
| 18:00                 |        | Relatório | Cheryshev 9', 90+2' · Ozdoyev 23' · Dzyuba 79' · Golovin 89' | Público: 9 439 Árbitro: SRB Srđan Jovanović |

| 13 de outubro de 2019 | Escócia                                                              | 6 – 0     | San Marino | Hampden Park, Glasgow                       |
| 18:00                 | McGinn 12', 27', 45+1' · Shankland 65' · Findlay 67' · Armstrong 87' | Relatório |            | Público: 20 699 Árbitro: FRA Jérôme Brisard |

| 16 de novembro de 2019 | Chipre    | 1 – 2     | Escócia                   | Estádio GSP, Nicósia                       |
| 15:00                  | Efrem 47' | Relatório | Christie 12' · McGinn 53' | Público: 7 595 Árbitro: AUT Harald Lechner |

| 16 de novembro de 2019 | Rússia       | 1 – 4     | Bélgica                                         | Estádio Krestovsky, São Petersburgo            |
| 18:00                  | Dzhikiya 79' | Relatório | T. Hazard 19' · E. Hazard 33', 40' · Lukaku 72' | Público: 53 317 Árbitro: POR Artur Soares Dias |

| 16 de novembro de 2019 | San Marino  | 1 – 3     | Cazaquistão                                     | Estádio San Marino, Serravalle          |
| 18:00                  | Berardi 77' | Relatório | Zaynutdinov 6' · Suyumbayev 23' · Shchotkin 27' | Público: 643 Árbitro: TUR Ali Palabıyık |

| 19 de novembro de 2019 | Bélgica                                                                        | 6 – 1     | Chipre         | Estádio Rei Balduíno, Bruxelas                |
| 20:45                  | Benteke 16', 68' · De Bruyne 36', 41' · Carrasco 44' · Christoforou 51' (g.c.) | Relatório | N. Ioannou 14' | Público: 40 568 Árbitro: DEN Jørgen Burchardt |

| 19 de novembro de 2019 | San Marino | 0 – 5     | Rússia                                                                 | Estádio San Marino, Serravalle                 |
| 20:45                  |            | Relatório | Kuzyayev 3' · Petrov 19' · Miranchuk 49' · Ionov 56' · Komlichenko 78' | Público: 1 604 Árbitro: ISL Thorvaldur Árnason |

| 19 de novembro de 2019 | Escócia                          | 3 – 1     | Cazaquistão     | Hampden Park, Glasgow                    |
| 20:45                  | McGinn 48', 90+1' · Naismith 64' | Relatório | Zaynutdinov 34' | Público: 19 515 Árbitro: NED Bas Nijhuis |